# Oxytropis taochensis
Oxytropis taochensis är en ärtväxtart som beskrevs av Vladimir Leontjevitj Komarov. Oxytropis taochensis ingår i släktet klovedlar, och familjen ärtväxter. Inga underarter finns listade i Catalogue of Life.